# Ampelodesmus granulosus
Ampelodesmus granulosus är en mångfotingart som beskrevs av Miyosi 1956. Ampelodesmus granulosus ingår i släktet Ampelodesmus och familjen fingerdubbelfotingar. Inga underarter finns listade i Catalogue of Life.